# Leptosphaeria avenaria
Leptosphaeria avenaria är en svampart som beskrevs av G.F. Weber 1922. Leptosphaeria avenaria ingår i släktet Leptosphaeria och familjen Leptosphaeriaceae.   Inga underarter finns listade i Catalogue of Life.
I den svenska databasen Dyntaxa används istället namnet Phaeosphaeria avenaria för samma taxon.  Arten är reproducerande i Sverige.